# Aileen Wuornos
Aileen Carol Wuornos, ursprungligen Pittman, född 29 februari 1956 i Rochester, Michigan, död 9 oktober 2002 i Florida State Prison, Bradford County, Florida, var en amerikansk seriemördare  som 1992 dömdes till döden av en enig jury i Florida. Wuornos erkände morden på sju män, alla mördade vid olika tillfällen, som hon menade hade våldtagit henne när hon försörjde sig som prostituerad. Hon avrättades med giftinjektion 2002.

## Tidigt liv

### Barndom
Aileen Wuornos föddes 1956 i Michigan. Föräldrarna Leo Dale Pittman (1937–1969) och Diane Wuornos (född 1939) hade gift sig den 3 juni 1954. Sonen Keith föddes den 14 mars 1955 och dottern Aileen året därpå, men två månader innan Aileen föddes ansökte Diane Wuornos om skilsmässa.
Aileen Wuornos träffade aldrig sin far som satt inspärrad när hon föddes. Han var diagnosticerad med schizofreni och dömdes senare för sexualbrott mot barn. Han begick slutligen självmord under en fängelsevistelse den 30 januari 1969.
I januari 1960 övergav modern sina barn och lämnade dem till sina föräldrar Lauri Wuornos (1911–1976) och Britta, född Moilanen (1917–1971), vilka adopterade Aileen och Keith den 18 mars 1960. När Aileen Wuornos var 11 år gammal började hon utföra sexuella handlingar i utbyte mot cigaretter, mat och droger. Wuornos berättade själv att hennes alkoholiserade morfar både hade slagit och utnyttjat henne sexuellt som barn.  1970 blev hon gravid, vid 14 års ålder, efter att ha blivit våldtagen av en vän till hennes morfar, och den 23 mars 1971 födde hon en pojke på ett hem för ogifta mödrar. Pojken adopterades bort direkt efter födseln. Några månader senare hoppade hon av skolan och samma år avled hennes mormor till följd av leversvikt. När Aileen Wuornos var 15 år kastade morfadern ut henne på gatan och hon började försörja sig som prostituerad. Utan någonstans att bo brukade hon sova ute i skogen i närheten av morföräldrarnas hus.

### Tidigare kriminell aktivitet
Den 24 maj 1974 arresterades hon i Jefferson County i Colorado för att ha kört bil påverkad, uppträtt aggressivt och avfyrat en 22-kalibrig pistol. Hon blev senare åtalad för att inte ha dykt upp i domstol då hon kallats.  1976 liftade Wuornos till Florida där hon mötte den 69-åriga yachtklubb-presidenten Lewis  Gratz Fell. Senare samma år gifte de sig. Hon fortsatte dock att hamna i bråk på den lokala baren och hamnade så småningom i fängelse för överfall. Hon attackerade även sin man med hans egen käpp, något som ledde till en begäran om besöksförbud.  
Wuornos återvände till Michigan där hon den 14 juli 1976 arresterades och åtalades för överfall och störande av allmän ordning efter att ha kastat en biljardboll mot huvudet på en bartender.  Den 17 juli avled hennes bror till följd av cancer i matstrupen och Wuornos fick 10 000 dollar från hans livförsäkring. Den 21 juli annullerades Wuornos och Fells äktenskap, som bara hade varat i nio veckor. 

I augusti 1976 fick Aileen böter efter att ha kört bil alkoholpåverkad. Hon använde pengarna efter brodern för att betala boten och spenderade resten av pengarna på lyx, däribland en ny bil vilken hon kraschade kort därefter.  Den 20 maj 1981 arresterades Wuornos i Edgewater i Florida för väpnat rån mot en närbutik där hon stal 35 dollar och två paket cigaretter. Hon dömdes till fängelse den 4 maj 1982 och släpptes den 30 juni 1983.  Den 1 maj 1984 arresterades hon för att ha försökt lösa in förfalskade checkar hos en bank i Key West i Florida. Den 30 november 1985 var hon en av de misstänkta i en vapenstöld i Pasco County i Florida gällande en revolver med tillhörande ammunition.  
Den 4 januari 1986 arresterades hon i Miami och åtalades senare för bilstöld, våldsamt motstånd och förhindrande av rättsak. Polisen i Miami hittade en 38-kalibrig revolver med tillhörande ammunition i den stulna bilen.  Den 2 juni 1986 blev hon arresterad efter att ha hotat en manlig bekant med pistol i hans bil och försökt tvinga av honom 200 dollar. Wuornos blev påkommen med ammunition på sig och polisen hittade även en pistol som låg under passagerarsätet där hon hade suttit. 
Det var vid denna tidpunkt som Wuornos mötte hotellstäderskan Tyria Moore (född 1962) på en gaybar i Daytona Beach i Florida. De flyttade in i en lägenhet tillsammans och Wuornos försörjde dem genom att prostituera sig.  Den 4 juli 1987 blev kvinnorna anklagade för överfall med en ölflaska i en bar, vilket resulterade i ett polisförhör.
 Den 12 mars 1988 anklagade Wuornos en busschaufför i Daytona Beach som ska ha överfallit och trakasserat henne. Hon hävdade att han kastade ut henne ur bussen efter en konflikt. Moore var kallad som vittne till händelsen.  Ända fram till sin avrättning hävdade Wuornos att hon älskade Tyria Moore. 

## Morden och gripandet
Under loppet av tolv månader mördade Wuornos sju män.
En affärsägare i Palm Harbor i Florida vid namn Richard Mallory, 51 år, tog en biltur med Wuornos den 30 november 1989 och blev hennes första offer. Mallory brukade plocka upp prostituerade vid Interstate 75. Wuornos trodde att han skulle våldta henne och sköt honom fyra gånger i bröstet med en .22 kalibers revolver. Hans kropp, stadd i förruttnelse, upptäcktes den 13 december.
Den 43-årige byggnadsarbetaren i Winter Garden, David Spears, blev offer nummer två. Hans nakna, döda kropp påträffades den 1 juni 1990 på ett avsides beläget område vid Florida State Road 19. Han hade skjutits med sex skott i bröstet och magen.
Fem dagar senare, den 6 juni 1990, påträffades 40-årige rodeoarbetaren Charles ‘Chuck’ Carskaddon. Han hade skjutits med nio skott i bröstet och magen. 
Wuornos fälldes även för mordet på 65-årige köpmannen Peter Siems, vars kropp aldrig påträffats. Hans övergivna bil hittades i Orange Springs och Wuornos handavtryck kunde säkras inne i den.
Nästa offer var 50-årige Eugene ‘Troy’ Burress från Ocala. Hans svårt förruttnade kropp påträffades i ett skogsområde vid State Road 19 i Marion County. Han hade skjutits med två skott.
56-årige Charles ‘Dick’ Humphreys blev mordoffer nummer sex. Han var pensionerad major i United States Air Force och polischef. Hans kropp hittades i Marion County; han hade skjutits sex gånger, bland annat i huvudet. 
Den 19 november 1990 påträffades 62-årige lastbilschauffören Walter Jeno Antonios nakna kropp i närheten av en timmerväg nordväst om Cross City i Dixie County. Han hade skjutits tre gånger i ryggen och en gång i huvudet.
Wuornos blev till slut identifierad när hennes flickvän, Tyria Moore, körde av vägen i ett av offrens bil, och hon greps några månader senare.

### Mordoffer
1. Richard Mallory (51), mördad 30 november 1989
2. Charles "Dick" Humphreys (56), mördad 19 maj 1990
3. David Spears (43), mördad 30 maj 1990
4. Charles Carskaddon (40), mördad 31 maj 1990
5. Peter Siems (65), mördad 1 juni 1990 (ej återfunnen)
6. Troy Burress (50), mördad 16 juli 1990
7. Walter Jeno Antonio (62), mördad 29 november 1990

## Rättegång, adoption och överklagan
Under rättegången blev hon adopterad av Arlene Pralle och hennes man efter att Pralle hade haft en dröm i vilken hon blev tillsagd att ta hand om Wuornos. Trots hjälpen avslogs 1996 hennes överklagan till högsta domstolen.

## Publicitet
Bara veckor efter sitt gripande hade Wuornos skaffat agenter för att sälja rättigheterna till sin berättelse; det hade även tre av de poliser som jagat henne gjort. Wuornos liv har dokumenterats i flera böcker, filmer och TV-program.
- Böcker: Lethal Intent (2002), ISBN 0-7860-1518-7, skriven av Sue Russell
- Dokumentärer: Nick Broomfield regisserade två dokumentärer om henne: Aileen Wuornos: The Selling of a Serial Killer (1992) och Aileen: Life and Death of a Serial Killer (2003). Broomfield gjorde även den sista intervjun med Wuornos, dagen före hennes avrättning. Hennes historia skildras även i avsnittet Manhunter: Aileen Wuornos i dokumentärserien Catching Killers (2021).
- Andra filmer: Monster från 2003, med Charlize Theron i huvudrollen, berättar Wuornos historia från det ögonblick då hon för första gången i sitt liv möter en människa som är snäll mot henne (Wuornos flickvän och kompanjon under fyra år, Tyria Moore) fram till det första åtalet för mord. Charlize Theron belönades med en Oscar för filmen.
- TV: TV-filmen Overkill: The Aileen Wuornos Story, med Jean Smart som Wuornos, sändes för första gången 1992.

## Avrättning och sista ord
Efter sin första dödsdom sade Wuornos ofta att hon önskade att allt bara var över. Under 2001 började hon kämpa för att bli avrättad så fort som möjligt. Hon bad domstolen i Florida om rätten att sparka sina advokater och sluta överklaga hennes dom, för att, som hon själv sade: "Jag är en person som verkligen hatar mänskligt liv och skulle döda igen." Wuornos avböjde en sista måltid och bad istället om en kopp kaffe.
Wuornos blev avrättad genom en giftinjektion (vilket hon önskade istället för elektriska stolen) klockan 09:47 onsdagen den 9 oktober 2002. Hennes sista ord:
I'd just like to say I'm sailing with the Rock and I'll be back like Independence Day with Jesus, June 6, like the movie, big mothership and all. I'll be back.